# Château de Monceau
Ne doit pas être confondu avec Château de Monceau (Paris) ou Château de Montceaux.
Pour les articles homonymes, voir Monceau.
Le château de Montceau est situé dans la commune de Prissé dans le département de Saône-et-Loire, à flanc de pente.

## Histoire

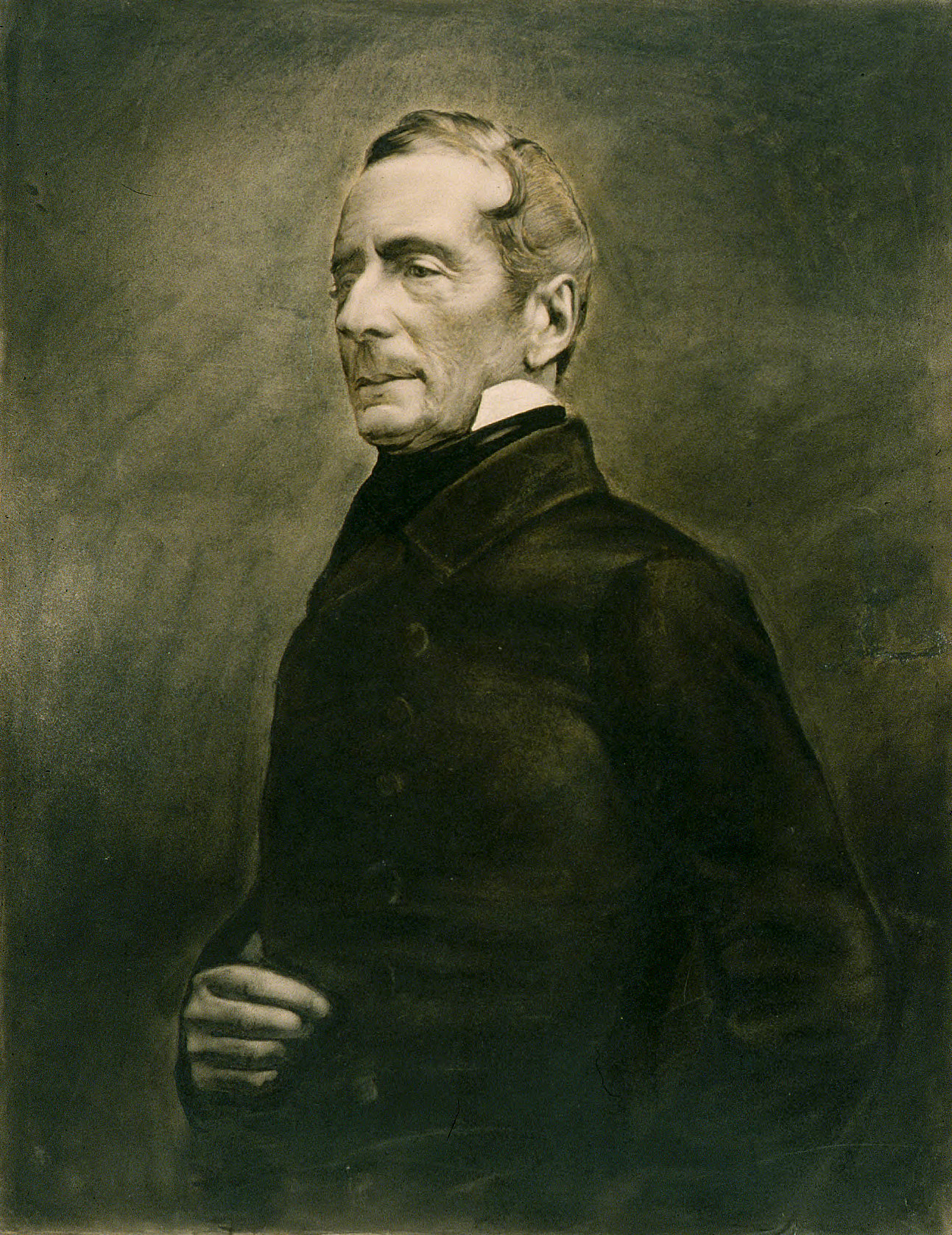
Alphonse de Lamartine.

En 1648, Philippe Moisson, propriétaire engagiste de la terre démembrée de la châtellenie de Prissé, fait bâtir un pavillon et fonde une chapelle.
Durant la seconde moitié du XVIIe siècle, le domaine passe à la famille Albert 1706 ; Pierre Albert obtient l'autorisation d'éloigner de ses bâtiments le chemin qui les longe.
En 1710, Françoise Albert, veuve de Jean-Baptiste de Lamartine, hérite de la propriété. Au XVIIIe siècle, les Lamartine transforment la demeure et la dotent d'un salon de verdure. En 1834, le domaine parvient entre les mains du poète Alphonse de Lamartine à la suite d'un legs de sa tante Anne-Charlotte ; il va l'agrandir. Ayant enterré sa fille Julia à Saint-Point, le poète, ne supportant plus d’habiter ce château, s’installe à Monceau et y fera de longs séjours, recevant ses collègues du Conseil général ainsi que George Sand, Honoré de Balzac, Alexandre Dumas, Eugène Sue. Dans sa Solitude, un petit pavillon au milieu des vignes qui existe encore, il rédige Le Voyage en Orient et travaille à l'Histoire des Girondins et à Jocelyn.
En 1869, après le décès du poète, son héritière vend le bien à la famille Virey, de Mâcon, pour pouvoir acquitter les dettes de la succession.
À l'époque moderne, le château devient la propriété de l'association Frédéric Ozanam (maison de vacances pour les personnes âgées).

## Architecture

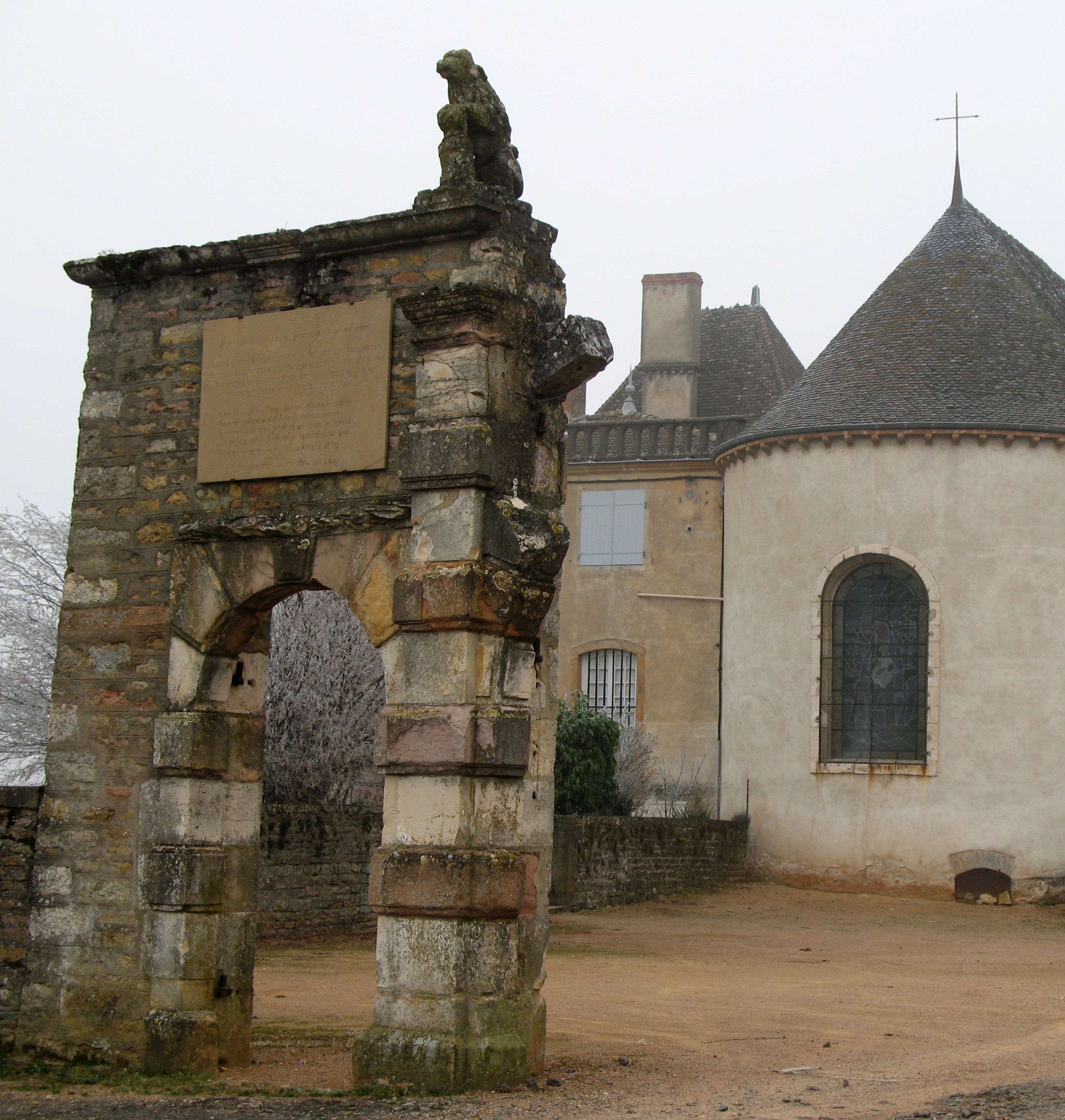
Château de Monceau - l'entrée et la chapelle.

Le château de Monceau se compose d'un bâtiment rectangulaire en U comportant un corps de logis principal et deux ailes en retour d'équerre, le tout étant assez hétéroclite. L'élément le plus ancien est le corps principal, lui-même formé d'un corps central et de deux ailes en retour d'équerre en légère avancée sur sa façade sud, décorées aux angles de pilastres corniers doriques d'ordre colossal, qui encadrent le degré à double volée parallèle donnant accès au rez-de-chaussée surélevé. Cette partie centrale est couverte de hautes toitures à croupes.
Au nord, des communs couverts de toitures de tuiles creuses encadraient une cour ouverte. Ils ont été réunis au château primitif par des constructions à toits plats qui en enveloppent les ailes et qui sont reliées entre elles par une galerie fermée plaquée contre la façade, avec avant-corps à trois pans desservi par un escalier à double montée convergente. Ces constructions, dont les parties nord paraissent avoir été conçues au XVIIIe siècle, englobent au nord-ouest la chapelle dont la porte d'entrée est couronnée d'un petit fronton brisé.
Dans l'aile est, le grand-père de Lamartine avait créé une salle de spectacle dont le seul aménagement fut une estrade depuis longtemps disparue. Des logements y ont été substitués.
Dans le parc, subsiste un salon de verdure. Aujourd'hui, le château appartient à l'association Frédéric Ozanam qui, en été, propose à des personnes âgées de venir passer une ou plusieurs semaines dans ce lieu.
Le château est inscrit à l'Inventaire Supplémentaire des Monuments Historiques par arrêté du 1er octobre 1941 et le salon de verdure est un site inscrit depuis le 10 octobre 1936.